# Rodzajnik
Rodzajnik – specyficzny rodzaj przedimka, który oprócz właściwej przedimkowi kategorii określoności bądź nieokreśloności, wyznacza dodatkowo kategorię rodzaju gramatycznego, choć nie we wszystkich językach jest to ścisłe wyznaczenie w każdym przypadku – np. formy liczby mnogiej rodzajników niemieckich (die) lub francuskich (les) pełnią wyłącznie funkcję przedimków, gdyż w żaden sposób nie określają rodzaju gramatycznego następującego po nich rzeczownika.
Rodzajnik może występować nie tylko przed rzeczownikiem, lecz także przed konstrukcją rzeczownikową, a niekiedy również przed przymiotnikiem lub liczebnikiem użytym rzeczownikowo.

## Występowanie rodzajników w różnych językach
Rodzajniki mogą poprzedzać rzeczownik (jak np. w języku niemieckim czy francuskim) bądź też występować po nim (jak w niektórych językach bałkańskich – bułgarskim, rumuńskim i albańskim czy językach skandynawskich).
Rodzajniki, podobnie jak przedimki, dzielą się na:
- określone;
- nieokreślone.

W językoznawstwie wyróżnia się również tzw. przedimek zerowy, tj. taką sytuację, gdzie przedimka/rodzajnika nie stosuje się, chociaż wynikałoby to ze struktury zdania.
W większości języków (np. polskim, rosyjskim, łacinie, chińskim czy koreańskim) rodzajniki nie występują w ogóle, a ich funkcję pełnią inne części mowy lub sama forma rzeczownika.
W tłumaczeniach na język polski rodzajniki najczęściej są pomijane. Jednak w języku polskim również można zaobserwować proces identyczny do tego, który spowodował powstanie rodzajników w innych językach indoeuropejskich (w języku praindoeuropejskim rodzajników nie było). W poniższych zdaniach zaimki wskazujące ten/ta/to wyraźnie pełnią funkcję identyczną do przedimka określonego:
Kupiłem książkę. Ta książka została wydrukowana na papierze z makulatury.
Widziałem pewnego kota. Kot ten miał bardzo krótki ogon.

## Rodzajniki wjęzyku bułgarskim
Język bułgarski posiada określone formy rodzajnika.
|         | Rodzaj męski     | Rodzaj żeński | Rodzaj nijaki |
| ------- | ---------------- | ------------- | ------------- |
| l. poj. | -ът, -a, -ят, -я | -тa           | -тo           |
| l. mn.  | -тe              | -тe           | -тa           |

- Dla rzeczowników rodzaju męskiego liczby pojedynczej rodzajnik może przyjmować tzw. postać pełną -ът, -ят bądź krótką -a, -я. Wynika to przede wszystkim z konwencji ortograficznej, ponieważ w wymowie różnica między formą pełną a krótką rodzajnika ulega zatarciu. Konwencja ortograficzna stanowi, iż rzeczownik przybiera pełną formę rodzajnika wówczas, gdy w zdaniu pełni funkcję podmiotu, w pozostałych przypadkach przybiera formę krótką, np.:
Учeникът (podmiot) чeтe книгa. – (ten) Uczeń czyta książkę.
Професорът (podmiot) вижда учeникa (dop. bliższe) – (ten) Profesor widzi ucznia.
- Rzeczowniki rodzaju męskiego zakończone na spółgłoskę mają formę rodzajnika -ът, -a, np.:
нoж „nóż” – нoжът / нoжa, шaл „szal” – шaлът / шaлa, фpизьop „fryzjer” – фpизьopът / фpизьopa
- Rzeczowniki męskie z przyrostkiem -тeл, -ap, -й przyjmują rodzajnik w formie -ят, -я, np.:
aптeкap „aptekarz” – aптeкapят / aптeкapя, пpиятeл „przyjaciel” – пpиятeлят / пpиятeля, трамвай „tramwaj” – трамваят / трамвая
- Rzeczowniki rodzaju męskiego z zakończeniem -a, -я otrzymują formę rodzajnika -тa, np. баща „ojciec” – бащата, съдия „sędzia” – съдията, podobnie jak rzeczowniki rodzaju żeńskiego, np. сестра „siostra” – сестрата.
- Rzeczowniki rodzaju żeńskiego, które kończą się na spółgłoskę -т, po dodaniu formy rodzajnika zachowują podwójne -тт-, np. младост „młodość” – младостта.
- W liczbie mnogiej wszystkie rzeczowniki przybierają rodzajnik -те, np. ученик „uczeń” – учениците, жена „kobieta” – жените.
- Rzeczowniki rodzaju męskiego, które w liczbie mnogiej kończą się na -a, -я, otrzymują formę rodzajnika -тa, np. крак „noga” – краката, podobnie jak rzeczowniki rodzaju nijakiego, np. дете „dziecko” – децата.
- Przymiotniki rodzaju męskiego mają formę rodzajnika -ият, -я, np. лош „zły” – лошият / лошия.

### Użycie form z rodzajnikiem
Formy z rodzajnikiem zawsze oznaczają przedmiot dokładnie określony lub znany już poprzednio, np.:
1. gdy wspomniano przedmiot po raz kolejny w tekście lub rozmowie, np.:
Cпирам пpeд eднa къщa. Къщaтa e гoлямa. Пpeд нeя имa гpaдинa. Гpaдинaтa e пълнa c кpacиви цвeтя. – Zatrzymuję się przed jakimś domem. Dom (ten) jest duży. Przed nim znajduje się ogród. Ogród (ten) jest pełen ładnych kwiatów.
2. gdy z sytuacji lub kontekstu wiadomo o jaki przedmiot chodzi, np.:
Oтвopи пpoзopeцa! – Otwórz okno! (to, które jest przed tobą)
Moля дaй ми книгaтa! – Proszę cię, daj mi książkę! (tzn. książkę, którą widzisz przed sobą lub o której jest mowa)
3. gdy przedmiot wysuwa się na plan pierwszy jako przedstawiciel grupy pokrewnych przedmiotów, jest uważany za przedstawiciela rodzaju (gatunku), np.:
Bълкът e xищнo живoтнo. – Wilk jest zwierzęciem drapieżnym.
Жeнaтa e oпоpa нa ceмeйcтвoтo. – Kobieta jest ostoją rodziny.
4. gdy rzeczownik występuje w liczbie mnogiej, ogarniając wszystkie określone nim pojęcie, np.:
Eзepaтa ca по-мaлки oт мopeтaтa. – Jeziora (wszystkie) są mniejsze niż morza.
5. gdy po rzeczownikach występują krótkie formy zaimków dzierżawczych, np.:
пaлтoтo мy – jego płaszcz, дeцaтa ни – nasze dzieci
Jeżeli rzeczownik występuje wraz z przymiotnikiem, tworząc grupę imienną, rodzajnik dodawany jest do pierwszego wyrazu grupy imiennej – przymiotnika (w języku bułgarskim przymiotnik stoi przed rzeczownikiem) Добрият студент.

### Użycie form bez rodzajnika
Nie używa się rodzajników:
a) przy imionach (nazwach) własnych
wyjątki: Дyнaвът – Dunaj, Aлпитe – Alpy, Ватиканът Watykan itd.
b) jeżeli rzeczownik pospolity oznacza tytuł
Дoктop Пeeв нaпpaви oпepaция. – Doktor Peew przeprowadził operację.
c) w różnych wyrażeniach, jak np.:
нa пaзap – po zakupy (na targ), нa paзxoдкa – na spacer, нa yчилищe – do szkoły itd.

## Rodzajniki wjęzyku francuskim
W języku francuskim wyróżnia się rodzajniki nieokreślone (fr. articles indéfinis) oraz rodzajniki określone (fr. articles définis).

### Rodzajniki nieokreślone
Rodzajniki nieokreślone poprzedzają rzeczowniki rodzaju męskiego (un) i żeńskiego (une) w liczbie pojedynczej oraz w liczbie mnogiej (des). Użycie rodzajnika nieokreślonego oznacza, że podmiot, o którym mowa, pozostaje bliżej nieznany mówiącemu.
Rodzajniki nieokreślone w liczbie pojedynczej posiadają tę samą formę co liczebniki główne jeden i jedna. Znaczenie części zdania un i une wynika z jego kontekstu. Przykład:
Une hirondelle est revenue.
Zdanie to przetłumaczyć możemy zarówno Przyleciała jakaś jaskółka, jak również Przyleciała jedna jaskółka, zależnie od kontekstu wypowiedzi.

### Rodzajniki określone
Rodzajniki określone porzedzają rzeczowniki rodzaju męskiego (le) i żeńskiego (la) w liczbie pojedynczej oraz w liczbie mnogiej (les). Użycie rodzajnika określonego oznacza, że podmiot, o którym mowa, jest mówiącemu znany.
Rodzajniki określone liczby pojedynczej zmieniają się w l', jeśli poprzedzany bezpośrednio rzeczownik zaczyna się fonetycznie od samogłoski:
un pilote → le pilote (pilot)
une raison → la raison (powód, racja)
un oiseau → l’oiseau (ptak)
une âme → l’âme (dusza)
un horison → l’horison (horyzont)
ale:
un haut-parleur → le haut-parleur (głośnik)

### Stosowanie rodzajników
- Ze względu na brak możliwości określenia rodzaju lub liczby rzeczownika na podstawie jego formy (odmiennie niż w języku polskim), użycie rodzajnika jest niezbędne dla określenia tych cech, np.:

un Polonais – des Polonais (Polak – Polacy)
- Ze względu na jednakową wymowę lub pisownię niektórych rzeczowników, użycie rodzajnika pozwala na ich rozróżnienie, np.:

le poste – la poste (posterunek, placówka – poczta)
- Rodzajnik nieokreślony jest używany w zdaniach mających charakter prawdy ogólnej. Zdanie:

Un chien ne trahit jamais son maître.
oznacza Żaden pies nie zdradzi nigdy swojego pana
- Rodzajnik nieokreślony w liczbie mnogiej (des) prawie zawsze zamienia się w de w zdaniu przeczącym:

Michel mange des fruits. / Michel ne mange jamais de fruits. (Michał jada owoce. / Michał nigdy nie jada owoców.)
- Rodzajnik des zamienia się również w de jeśli pomiędzy nim a rzeczownikiem, który określa, znajduje się część zdania pełniąca również rolę określenia:

un fruit délicieux → des fruits délicieux (smaczny owoc → smaczne owoce)
un délicieux fruit exotique → de délicieux fruits exotiques (smaczny owoc egzotyczny → smaczne owoce egzotyczne)
- Rodzajnik określony w liczbie pojedynczej może służyć określeniu również zbiorowości lub gatunku. W zdaniu:

Le chien est le meilleur ami de l’homme. (Pies jest najlepszym przyjacielem człowieka)
nie chodzi o pojedynczego psa, lecz o cały gatunek, jak również nie o konkretnego człowieka, lecz cały rodzaj ludzki.
- Rodzajnik określony jest również używany w celu wyrażenia szacunku dla jakiejś funkcji, np.:

Monsieur le Président (Pan Prezydent).
- Rodzajniki mogą nie być stosowane przed nazwami własnymi (z wyjątkiem takich, których stanowią integralną część, np.: Le Havre, La Haye), dotyczy to zwłaszcza imion, nazwisk, nazw miast, w przypadku nazw państw, pasm górskich lub rzek zaimki są z kolei zwykle używane. Są również często opuszczane w tytułach i hasłach reklamowych.

Jeśli rodzajniki są używane do nazw własnych, to wyłącznie określone. Użycie nieokreślonych jest możliwe w celu nadania zdaniu specyficznego sensu, np. zdanie:
Jamais fortune n’a trahi une France rassemblée (Charles de Gaulle)
można tłumaczyć jako Szczęście nigdy nie opuściło zjednoczonej Francji, przy czym należy rozumieć, że nie chodzi o „konkretną”, aktualną Francję, lecz o „każdy” kraj, noszący tę nazwę w przeszłości.
- Rodzajniki nie są stosowane, jeśli rzeczownik jest określany przez niektóre zaimki, które przejmują jego funkcję np.:

une robe – cette robe ((jakaś) sukienka – ta/tamta sukienka)
- Specyficzną formą rodzajnika nieokreślonego jest rodzajnik cząstkowy. Składa się on z przyimka de, połączonego z rodzajnikiem określonym le (du), la (de la) lub l’ (de l') i jest używany dla określenia pewnej części (ilości) obiektów niepoliczalnych, zwykle nieożywionych lub abstrakcyjnych, np.:

Je bois du lait. (Piję mleko.),
Elle a de la grâce. (Ona ma (sporo) wdzięku.)
rodzajnik cząstkowy występuje jedynie w liczbie pojedynczej, chyba że określany rzeczownik nie posiada liczby pojedynczej, wtedy rodzajnik cząstkowy przyjmuje formę des. Może to prowadzić do pomyłki z rodzajnikiem nieokreślonym w liczbie mnogiej, który posiada tę samą formę, należy więc pamiętać, że des poprzedzające rzeczownik, który może występować w liczbie pojedynczej jest rodzajnikiem nieokreślonym, a nie sciągniętym.
Inną możliwą pomyłką jest zrozumienie konstrukcji przyimka de + rodzajnik określony jako rodzajnika cząstkowego, np.:
(1) Je parle de l’eau.
(2) Je veux de l’eau.
Zdanie (1) oznacza Mówię o wodzie, zdanie (2) – Chcę (trochę) wody. Rozróżnienie wymaga znajomości reguł konstrukcji zdań z czasownikami parler (mówić) i vouloir (chcieć).
- Specyficzną formą rodzajnika określonego jest rodzajnik ściągnięty. Rodzajniki le oraz les ulegają ściągnięciu, gdy określane rzeczowniki byłyby poprzedzone przyimkami à lub de:

à z le przechodzi w au, a z les w aux:
Une tarte au potiron. / Une tarte aux pruneaux. (Placek z dynią. / Placek z suszonymi śliwkami.)
de z le przechodzi w du, a z les w des:
La maison du voisin. / La maison des voisins. (Dom sąsiada. / Dom sąsiadów.)
rodzajniki la i l' nie ulegają ściągnięciu.
Rodzajnik ściągnięty du może być pomylony z rodzajnikiem cząstkowym, który ma tę samą formę. Podobnie rodzajnik ściągnięty des może być pomylony zarówno z rodzajnikiem cząstkowym, jak i rodzajnikiem nieokreślonym.:
J’aime le parfum du lilas – J’ai cueilli du lilas. (Lubię zapach bzu – Zbierałem bez)
J’aime le parfum des fleurs. J’ai cueilli des fleurs. (Lubię zapach kwiatów – Zbierałem kwiaty.)
Podobnie jak w przypadku rodzajnika cząstkowego, rozróżnienie wymaga znajomości reguł konstrukcji zdań z czasownikami aimer (lubić, kochać) i cueillir (zbierać, gromadzić).
- Rodzajniki nie są z reguły tłumaczone na język polski, z wyjątkiem sytuacji gdy jest to niezbędne dla zachowania zrozumiałości zdania. Zależnie od kontekstu używa się wtedy takich słów jak: jakiś, nieokreślony, jeden dla zaimka nieokreślonego oraz ten, konkretny dla określonego.

## Rodzajniki wjęzyku hiszpańskim
Rodzajniki w języku hiszpańskim mogą być:
- określone (artículo determinado)
- nieokreślone (artículo indeterminado).

Rzeczowniki w rodzaju męskim posiadają rodzajnik w liczbie pojedynczej el, natomiast w liczbie mnogiej odpowiednikiem jest los.
Rzeczowniki rodzaju żeńskiego posiadają rodzajnik la i odpowiednio dla liczby mnogiej rodzaju żeńskiego las.
W przypadku rodzajnika nieokreślonego są to odpowiednio un (r. męski) i una (r. żeński). W liczbie mnogiej rodzajnik nieokreślony przyjmuje formy unos dla rodzaju męskiego i unas dla rodzaju żeńskiego.
Przykłady:
- la mentira → kłamstwo
- la lámpara → lampa
- el teléfono → telefon

## Rodzajniki wjęzyku niemieckim
W języku niemieckim wyróżnia się następujące rodzajniki:
- nieokreślone (niem. der unbestimmte Artikel);
- określone (niem. der bestimmte Artikel).
- zerowy.

Pierwsze dwa odmieniają się przez przypadki.

### Rodzajnik nieokreślony
W języku niemieckim rozróżnia się dwa rodzajniki nieokreślone:
- ein – dla rodzaju męskiego oraz nijakiego;
- eine – dla rodzaju żeńskiego.

Najczęściej rodzajników tych używa się, gdy
- mówi się o czymś po raz pierwszy;
- po wyrażeniu es gibt (jest, są, znajduje się).

### Rodzajniki określone
Wyróżnia się trzy niemieckie rodzajniki określone:
- die – jest to rodzajnik oznaczający rodzaj żeński
- der – rodzajnik rodzaju męskiego.
- das – rodzajnik rodzaju nijakiego
- die – rodzajnik oznaczający liczbę mnogą (odmieniany przez przypadki inaczej niż rodzajnik die dla rodzaju żeńskiego)

#### Zastosowanie
Rodzajników określonych używa się, gdy się mówi o danej rzeczy po raz kolejny (za pierwszym razem – rodzajnika nieokreślonego!). Gdy w poprzednim zdaniu mówiło się o ein Mann (jakimś mężczyźnie), mówiąc o nim znowu, powiemy już der Mann (ten mężczyzna).
Jak już wspomniano, szczególną rolę w języku niemieckim pełni rodzajnik die. Oznacza on nie tylko rodzaj żeński. Używa się go również, gdy mówi się o rzeczach w liczbie mnogiej, np. der Mann ([ten] mężczyzna), ale die Männer ([ci] mężczyźni).
Rodzajnika określonego używa się również, gdy:
- mówi się o rzeczach jedynych na świecie, niepowtarzalnych (Księżyc, Słońce);
- przy większości nazw geograficznych (góry, rzeki, morza).
- przy nazwach krajów o rodzaju innym niż nijaki lub występującymi w liczbie mnogiej (die Bundesrepublik Deutschland, der Iran, die Vereinigten Staaten)

### Rodzajnik zerowy
Rodzajnik zerowy, a właściwie przedimek zerowy, jest sztucznym terminem lingwistycznym, określającym sytuację, w której nie stosuje się rodzajnika. Rodzajnik zerowy występuje, gdy nie stosuje się rodzajnika, chociaż wynikałoby to ze struktury zdania.
Kiedy „nie” używa się rodzajnika (czyli używa się rodzajnika zerowego):
- przed Herr (pan) oraz Frau (pani), przed tytułami zawodowymi i naukowymi (np. Professor) oraz szlacheckimi (Herzog, Prinz) i nazwami pełnionych funkcji (Präsident), gdy wyrazy te występują przed nazwiskiem
- przed większością nazw państw i miast (tj. przed tymi, które posiadają rodzaj nijaki);
- przed nazwami narodowości i zawodów (profesji) w orzeczniku
- gdy mówi się o materiałach, z których coś jest wykonane (po przyimku aus, np. aus Papier = „z papieru”);
- po liczebnikach głównych;
- po zaimkach nieokreślonych, np. viel (dużo), wenig (mało), etwas (trochę)
- po zaimkach dzierżawczych, np. mein (mój)
- gdy mówimy o jednostkach miary (ilość, waga, objętość).

## Rodzajniki wjęzyku włoskim
Rodzajnik w języku włoskim występuje w trzech formach: określony (determinativo), nieokreślony (indeterminativo) i cząstkowy (partitivo). Rodzajników zazwyczaj nie tłumaczy się. Czasami rodzajnik określony oddaje się polskim zaimkiem ten, ta, nieokreślony – jakiś, jakaś, pewien, pewna, zaś cząstkowy – trochę, kilka, niektórzy.
Rodzajnik nieokreślony jest używany do oznaczenia rzeczy nieokreślonej, określony wskazuje rzecz już znaną albo unikatową (np. Il Sole – Słońce), a cząstkowy – część całości.
- Rodzajnik nieokreślony:
  - Rodzaj męski:

| Liczba pojedyncza | Liczba mnoga | Stosowanie                                                   |
| ----------------- | ------------ | ------------------------------------------------------------ |
| un                | dei          | przed spółgłoską, przed samogłoską                           |
| uno               | degli        | gdy wyraz zaczyna się na: gn, ps, s + spółgłoska, j, x, y, z |

Przykłady:
- un fiore – (jakiś) kwiat; dei fiori – (jakieś) kwiaty
- un amico – (jakiś) przyjaciel; degli amici – (jacyś) przyjaciele

- Rodzaj żeński:

| Liczba pojedyncza | Liczba mnoga | Stosowanie       |
| ----------------- | ------------ | ---------------- |
| una               | delle        | przed spółgłoską |
| un'               | delle        | przed samogłoską |

Przykłady:
- una donna – (jakaś) kobieta; delle donne – (jakieś) kobiety
- un'amica – (jakaś) przyjaciółka; delle amiche – (jakieś) przyjaciółki

- Rodzajnik określony:
  - Rodzaj męski:

| Liczba pojedyncza | Liczba mnoga | Stosowanie                                                   |
| ----------------- | ------------ | ------------------------------------------------------------ |
| il                | i            | przed spółgłoską                                             |
| lo                | gli          | gdy wyraz zaczyna się na: gn, ps, s + spółgłoska, j, x, y, z |
| l'                | gli          | przed wyrazami zaczynającymi się na samogłoskę albo h        |

Przykłady:
- il cane – pies; i cani – psy
- lo specchio – lustro; gli specchi – lustra
- l'elefante – słoń; gli elefanti – słonie

- Rodzaj żeński:

| Liczba pojedyncza | Liczba mnoga | Stosowanie                                     |
| ----------------- | ------------ | ---------------------------------------------- |
| la                | le           | przed spółgłoską                               |
| l'                | le           | przed wyrazami zaczynającymi się na samogłoskę |

Przykłady:
- la casa – dom; le case – domy
- l'amica – przyjaciółka; le amiche – przyjaciółki

- Rodzajnik cząstkowy:
  - Rodzaj męski:

| Liczba pojedyncza | Liczba mnoga | Stosowanie                                                   |
| ----------------- | ------------ | ------------------------------------------------------------ |
| del               | dei          | przed spółgłoską, przed samogłoską                           |
| dello             | degli        | gdy wyraz zaczyna się na: gn, ps, s + spółgłoska, j, x, y, z |
| dell'             | degli        | przed wyrazami zaczynającymi się na samogłoskę albo h        |

Przykład:
- del vino – (trochę) wina; degli uomini – niektórzy mężczyźni

- Rodzaj żeński:

| Liczba pojedyncza | Liczba mnoga | Stosowanie       |
| ----------------- | ------------ | ---------------- |
| della             | delle        | przed spółgłoską |
| dell'             | delle        | przed samogłoską |

Przykład:
- dell' acqua – (trochę) wody; delle donne – kilka kobiet

### Stosowanie rodzajnika
Rodzajnik nie występuje przy:
- imionach i nazwiskach,
- nazwach większości miast i państw, ale: Il Cairo – Kair, Gli Stati Uniti – Stany Zjednoczone (liczba mnoga),
- tytułach,
- wyliczeniach,
- zawołaniach[7],
- rzeczownikach poprzedzonych przysłówkami poco, molto itp.